# Hemiglaea
Hemiglaea là một chi bướm đêm thuộc họ Noctuidae.

## Các loài
- Hemiglaea costalis (Butler, 1879)